# Comité Nacional de Reconciliación y Desarrollo
El Comité Nacional de Reconciliación y Desarrollo (en francés: Comité national du rassemblement et du développement, CNRD) es la junta militar que gobierna Guinea desde el 5 de septiembre de 2021.

## Antecedentes históricos
El CNRD tomó el poder en el golpe de Estado de Guinea de 2021, ocurrido el 5 de septiembre de 2021. El coronel Mamady Doumbouya, líder de la junta militar, afirmó que el CNRD conduciría al país por un período de transición de 18 meses.